# Gerardina Jacoba van de Sande Bakhuyzen
Gerardina Jacoba van de Sande Bakhuyzen, född 1826, död 1895, var en nederländsk målare.
Hon är främst känd för sina blomstermotiv. 

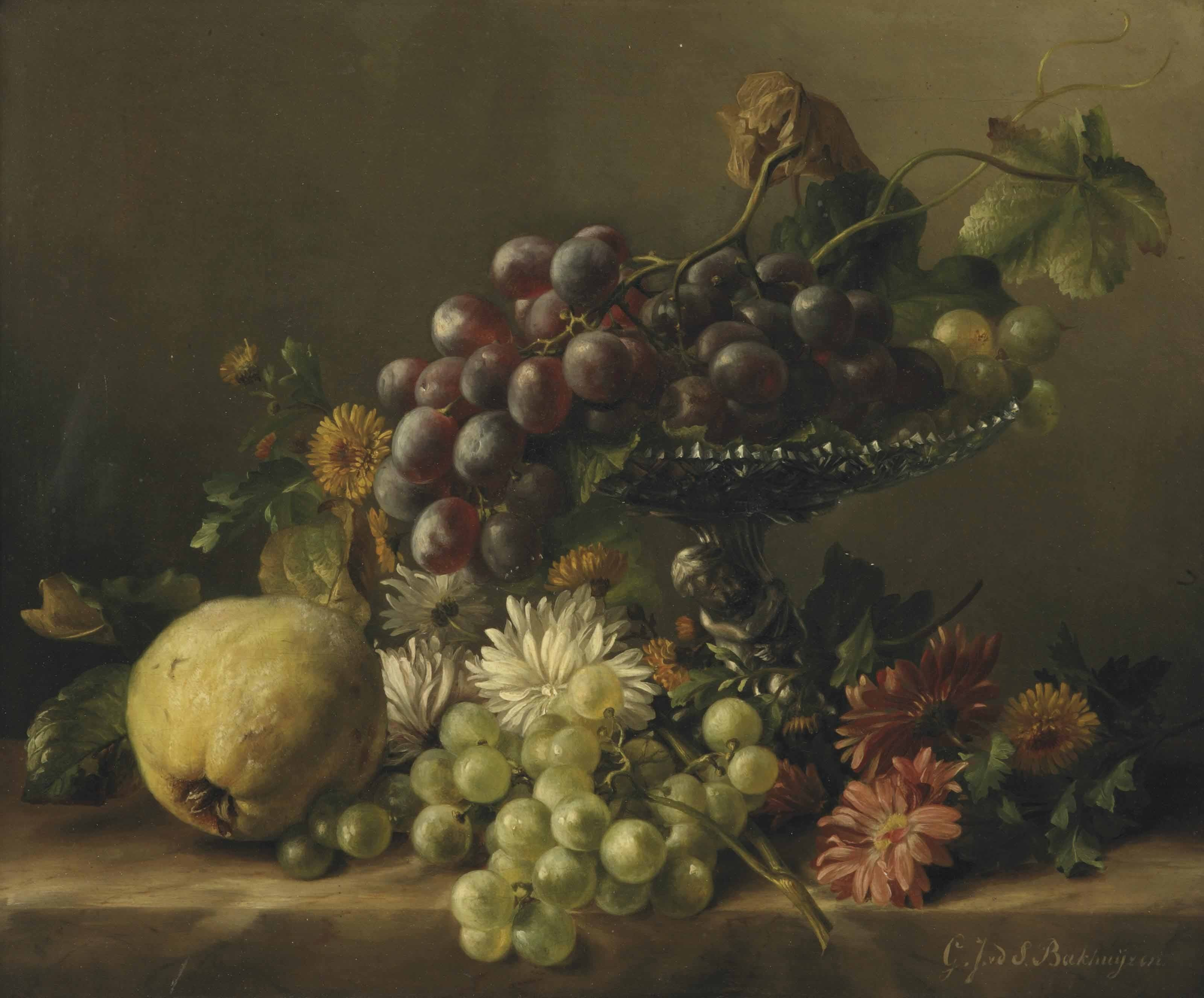
A quince with dandelions, daisies and grapes
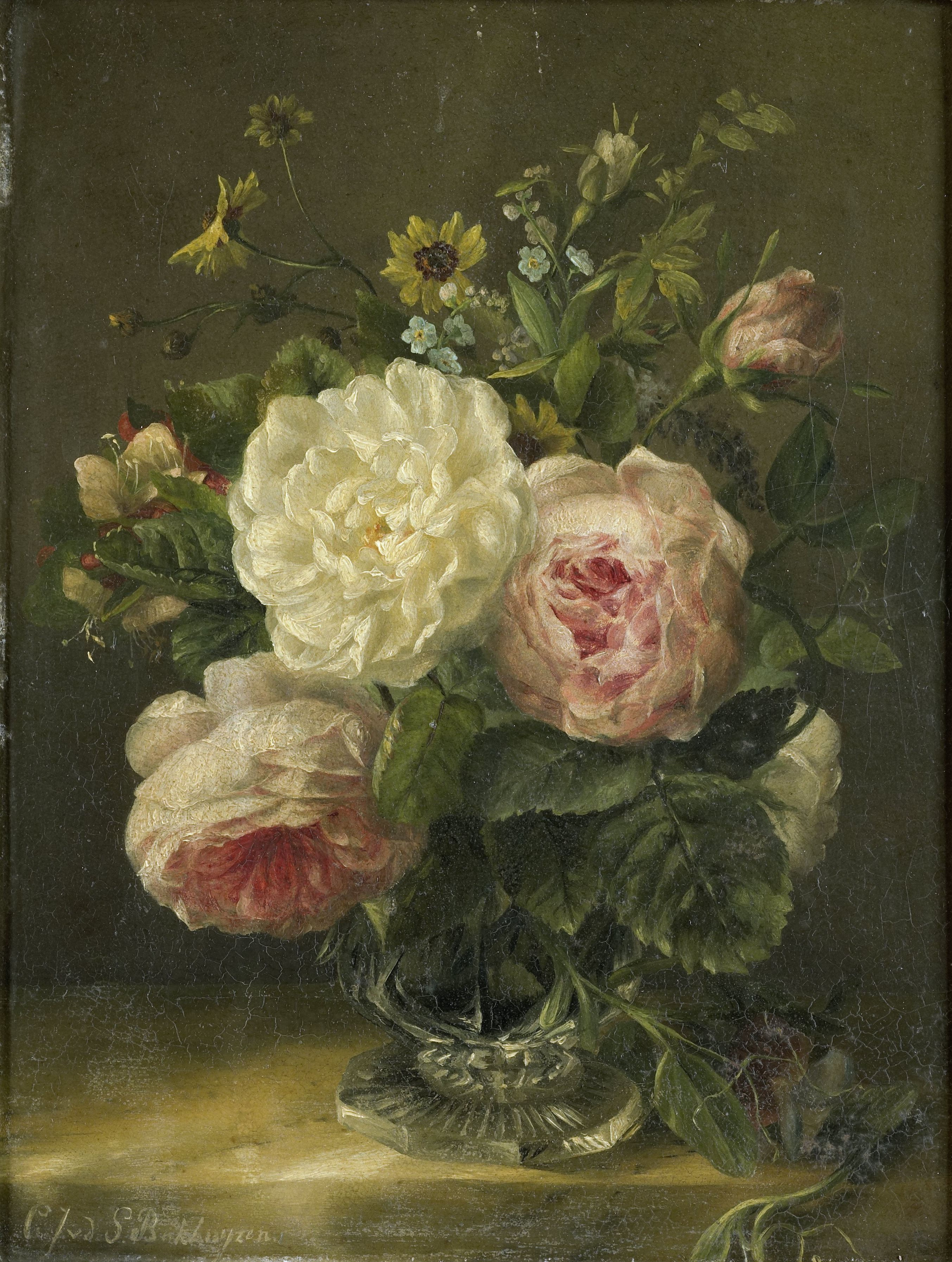
Still life of flowers in a vase
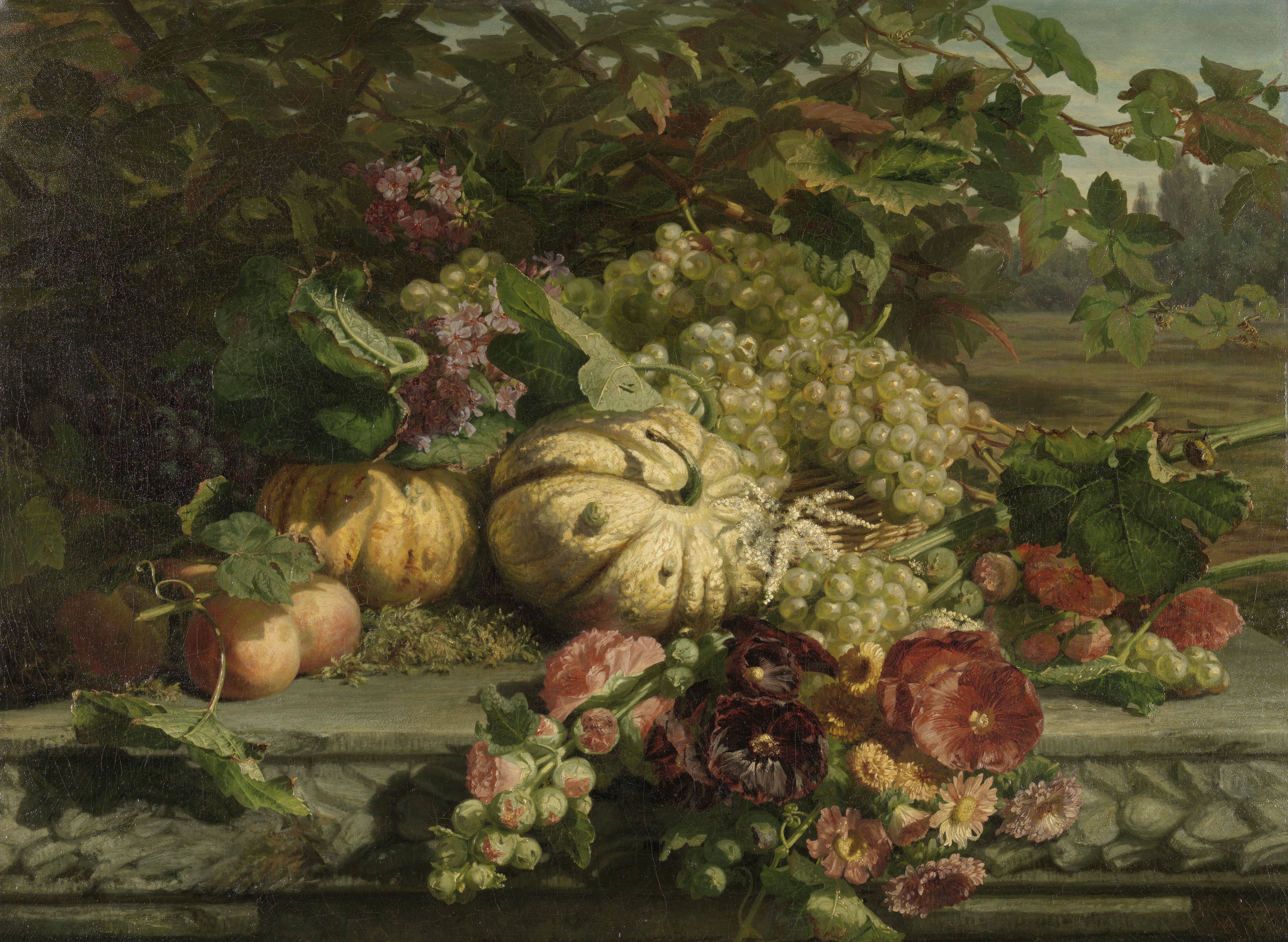
Stil life with flowers and fruit, 1869
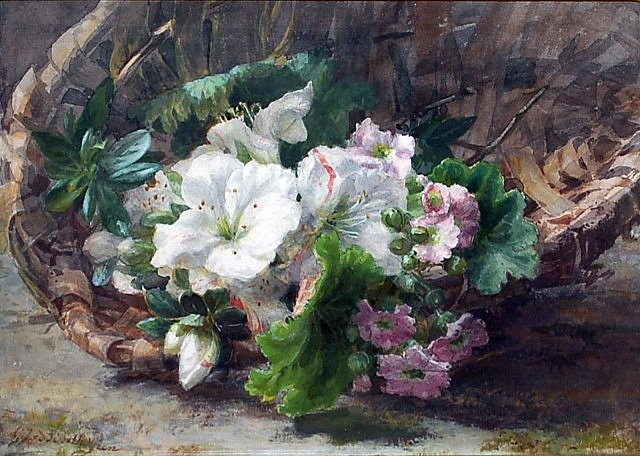
Flowers in a basket (watercolor)